# Eddie's Gun
Eddie's Gun is de eerste single van The Kooks. Het nummer is afkomstig van het album Inside In/Inside Out. De single kwam op 11 juli 2005 uit en behaalde de 35ste positie in de UK Singles Chart. In Nederland had het nummer geen hitsucces.
Het nummer is een ironische kijk op impotentie. Het is geen verhalend nummer over zanger Luke Pritchards liefde voor zijn ex-vriendin Katie Melua, zoals sommigen (waaronder muziekkrant NME) suggereerden.

## Tracklist
7" (VS2000)
1. "Eddie's Gun" – 2:13
2. "Bus Song" – 2:02

CD (VSCDT2000)
1. "Eddie's Gun" – 2:13
2. "California" – 2:08